# Toppop
AVRO's Toppop, kortweg Toppop, was het eerste wekelijkse popprogramma op de Nederlandse televisie. De AVRO zond het programma uit van 22 september 1970 tot 27 juni 1988.
Initiator en regisseur van Toppop was Rien van Wijk. Andere regisseurs waren Egbert van Hees, Geert Popma, Chris Berger, Jessy Winkelman, Henk Renou, Wim van der Linden, Bert van der Veer en Charles Ruys. Ad Visser verzorgde, tot 27 mei 1985, de presentatie van AVRO's Toppop. Zijn vaste vervanger was aanvankelijk Krijn Torringa, later Marjon van Rijn. Na Vissers afscheid presenteerden achtereenvolgens Kas van Iersel (1985-1986), Léonie Sazias (1986-1987) en Bas Westerweel (1986-1988) het programma.

## Toppop

### Ontstaan

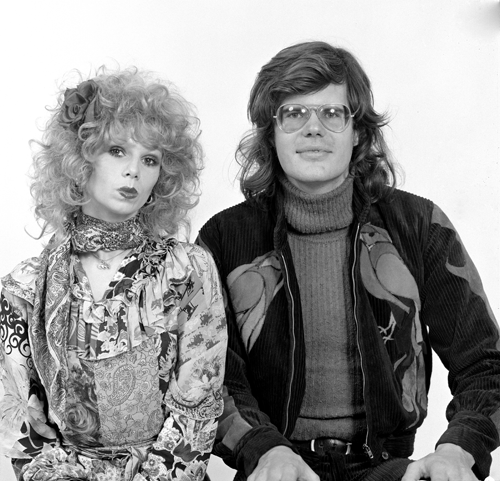
Danseres Penney de Jager en presentator Ad Visser in 1973

Toppop was de opvolger van de populaire muziekprogramma's Moef Ga Ga (1965-1968) en Doebidoe Top 5 (1968-1970) dat door de AVRO met veel succes in de winter van 1969/1970 uitgezonden was met presentator Felix Meurders. Het idee voor het popprogramma was afgekeken van het Britse Top of the Pops.
Dankzij regisseur Rien van Wijk werd Toppop vanaf najaar 1970 wekelijks uitgezonden. Toppop werd opgenomen in de aftandse, leegstaande televisiestudio NTS-Studio Bellevue, het huidige Theater Bellevue aan de Leidsekade in Amsterdam. De makers genoten aanvankelijk maar weinig vertrouwen van de AVRO-bestuurstop in Hilversum en moesten het dan ook stellen met een bescheiden budget en verouderde opnameapparatuur. Om de begingeneriek (leader) wat meer schwung te geven introduceert van Wijk de opvallende danseres Penney de Jager die zich als een sensueel dansend silhouet op de achtergrond tussen de metershoge toppop-letters beweegt.
Het programma was voornamelijk gevuld met beelden van popartiesten die in de Toppop-studio hun nieuwste hit playbackten. Dit gebeurde in de seizoenen 1970-1974, 2 september 1978-23 februari 1982 en in de seizoenen 1986-1988 aan de hand van de keuze van de kijker. In de seizoenen 1974-1978 en vanaf 23 februari 1982-10 juli 1986 werd de Nationale Hitparade als uitgangspunt genomen. Wanneer artiesten niet beschikbaar waren voor een optreden in de studio, dan zocht een cameraploeg hen op. Op die manier zijn talloze artiesten overal ter wereld gefilmd. In de studio (Tom Browne - Funkin' for Jamaica / NY), op het vliegveld (David Cassidy/Schiphol), of gewoon thuis (Barry White/LA).
Als internationale artiesten onverwacht niet kwamen opdagen werden succesnummers ook wel van beeld voorzien door een improviserend jazzballet onder leiding van choreografe Penney de Jager. In oktober 1976 werd het lied Aunt Dinah Has Blowed The Horn uit Treemonisha van Scott Joplin populair door het programma als melodie waarop het ballet van Penney de Jager danste. Het klassieke operanummer behaalde hierdoor in de Nationale Hitparade op 16 oktober 1976 zelfs een vijfde plaats, wat met dat genre muziek niet vaak voorkwam.

### Hip en populair
Toppop als popprogramma is in de loop der jaren geëvolueerd van een programma met uitsluitend Engelstalige popmuziek bestemd voor "mensen van jonge leeftijd" (bedoeld werden pubers) inspelend op nieuwe muzikale trends zoals hardrock, glamrock, disco, punk, synthpop etc. naar een muziekprogramma voor een breder publiek waar ook Nederlandstalige liedjes, easy listening pop en schlagers (zoals Vader Abraham met Het Smurfenlied) te zien waren. Toppop werd in essentie een hitparade van popmuziek (in de betekenis van populaire liedjes) uitgezonden op televisie.
Midden jaren '70 is Toppop zijn tijd ver vooruit door tijdens de opnames gebruik te maken van diverse trucages, zoals chromakey (kleurfilter) of te experimenteren door het plaatsen van een met vaseline bedekte of manueel bewogen effectenlens naast de camera. Vooral regisseurs Rien van Wijk, Geert Popma en Henk Renou hebben samen met grafisch vormgevers Frans Schupp (1970 - 1972), Hans van der Jagt (1972) en Dick van Stralen (1972) en decorontwerpers zoals Jaap De Groote (1973-1979) en Ben Hulskamp opmerkelijke opnames gemaakt. Het streven naar dynamische look kende op 7 november 1981 een audiovisueel hoogstandje door tijdens de opname van 'In the Army Now' van Bolland & Bolland overvloedig gebruik te maken van rookmachines, vuurwerk, echte bommen en kalasjnikovs.
Voor veel Belgen en Nederlanders was AVRO's Toppop lange tijd de primaire informatiebron op het gebied van popmuziek. Ad en Penney groeiden hierdoor voor velen uit tot de belichaming van de rock-'n-roll. Jarenlang konden de kijkers een briefkaart insturen en de Top 3 van de volgende week voorspellen. Van de goede inzenders mocht iemand dan de volgende week in de studio aanwezig zijn en de overigen die de Top 3 goed hadden geraden kregen een Toppop-T-shirt thuis gestuurd.
Sinds juni 1978 t/m augustus 1980 werd Toppop in de zomermaanden niet meer uitgezonden op destijds Nederland 2 omdat de zendtijd was vergeven aan Rockplanet / TROS Top 50.
Op bepaalde tijden werden er echter wel korte "Toppop specials" uitgezonden met aandacht voor één bepaalde groep of artiest.
In de laatste uitzending van het jaar werd het Toppop jaaroverzicht uitgezonden waarbij de top 10 van het jaar geheel werd uitgezonden. Daarnaast waren er optredens van studiogasten en waren er polls onder de kijkers waarbij onder meer de populairste artiest, groep of bijvoorbeeld dj werd gekozen. In het oudejaarsoverzicht van 1976 zaten Ad en Krijn achter een bureau in een kantoor wat daarmee min of meer een persiflage op van Oekel's Discohoek was, een programma dat zelf weer een persiflage van Toppop was.

### Ondergang
Vanaf najaar 1982 neemt de populariteit van Toppop af, onder andere door de concurrentie van het Veronica-popprogramma Countdown en vanaf najaar 1983 Popformule van de TROS. De makers van het programma gaan naar de platenmaatschappijen met de mededeling dat zij de primeur willen van een bepaalde plaat. Countdown en Popformule worden gemaakt in een meer eigentijdse sfeer, terwijl Toppop erg ‘seventies’, een jaren 70-programma, is gebleven. Bovendien heeft Countdown met de platenmaatschappijen kunnen bereiken dat zij voortaan de primeur krijgen voor nieuwe platen voordat die in Toppop verschijnen. Zo hebben de Dolly Dots hun grootste hit eind 1983 met de plaat 'Love Me Just A Little Bit More' (Totally Hooked on You). De Dots geven de primeur aan Countdown van Veronica, waarop de AVRO geprikkeld reageert dat ze in Toppop niet meer welkom zijn. Het is voor Toppop een pijnlijk moment wanneer de enige nummer 1-hit van de meidengroep, die in het verleden steeds loyaal door Toppop werden gepromoot, toch voor het eerst door concurrent Countdown werd uitgezonden. Toppop weigert zelfs om hun grootste hit, ook als die de nummer 1 en nummer 2-positie bereikt in de destijds drie landelijke hitlijsten op de nationale publieke popzender Hilversum 3 (de Nederlandse Top 40, Nationale Hitparade en de TROS Top 50), op televisie uit te zenden. Ondanks dat werden de Dolly Dots met 26 Toppop optredens wél degenen die de Toppop studios het vaakst bezocht hadden.
De intrede van de Europese versie van MTV in het najaar van 1987, dat enkel bestond uit een non-stop uitzending van videoclips, betekende de genadeslag voor Toppop, dat zich geconfronteerd met kelderende kijkcijfers, genoodzaakt zag om er eind juni 1988 mee op te houden.

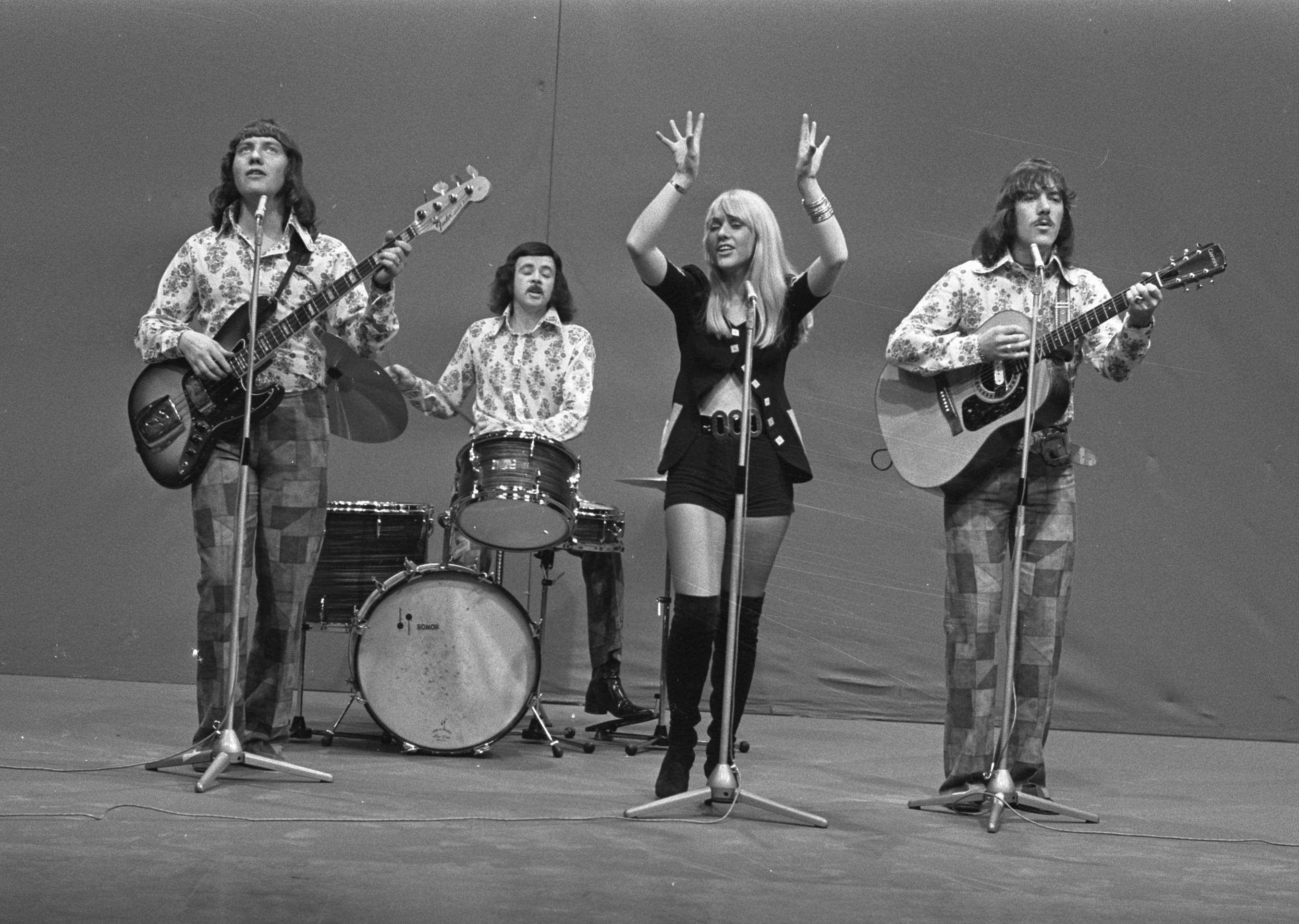
Middle of the Road (1972)
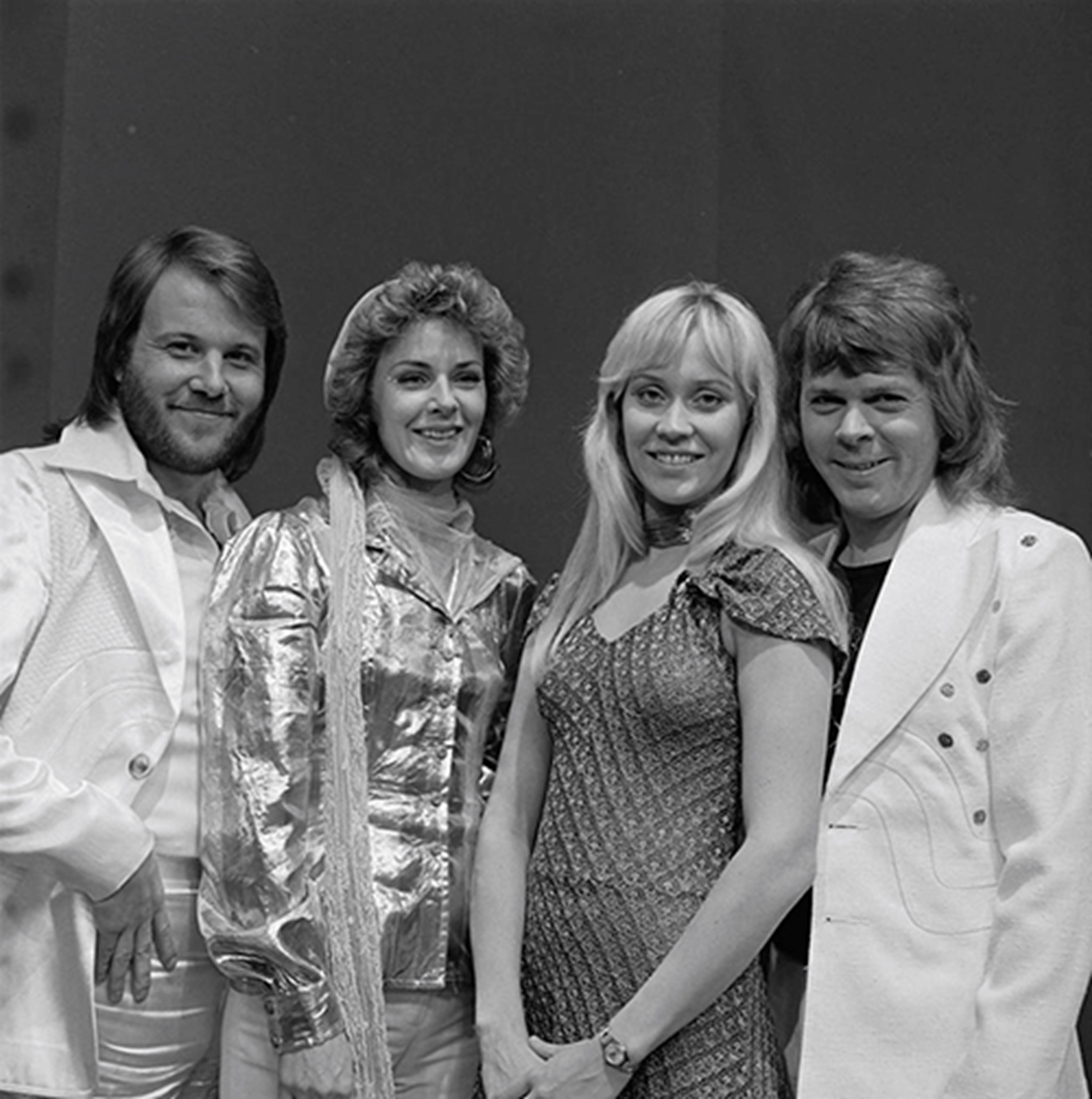
ABBA (TopPop 1974)
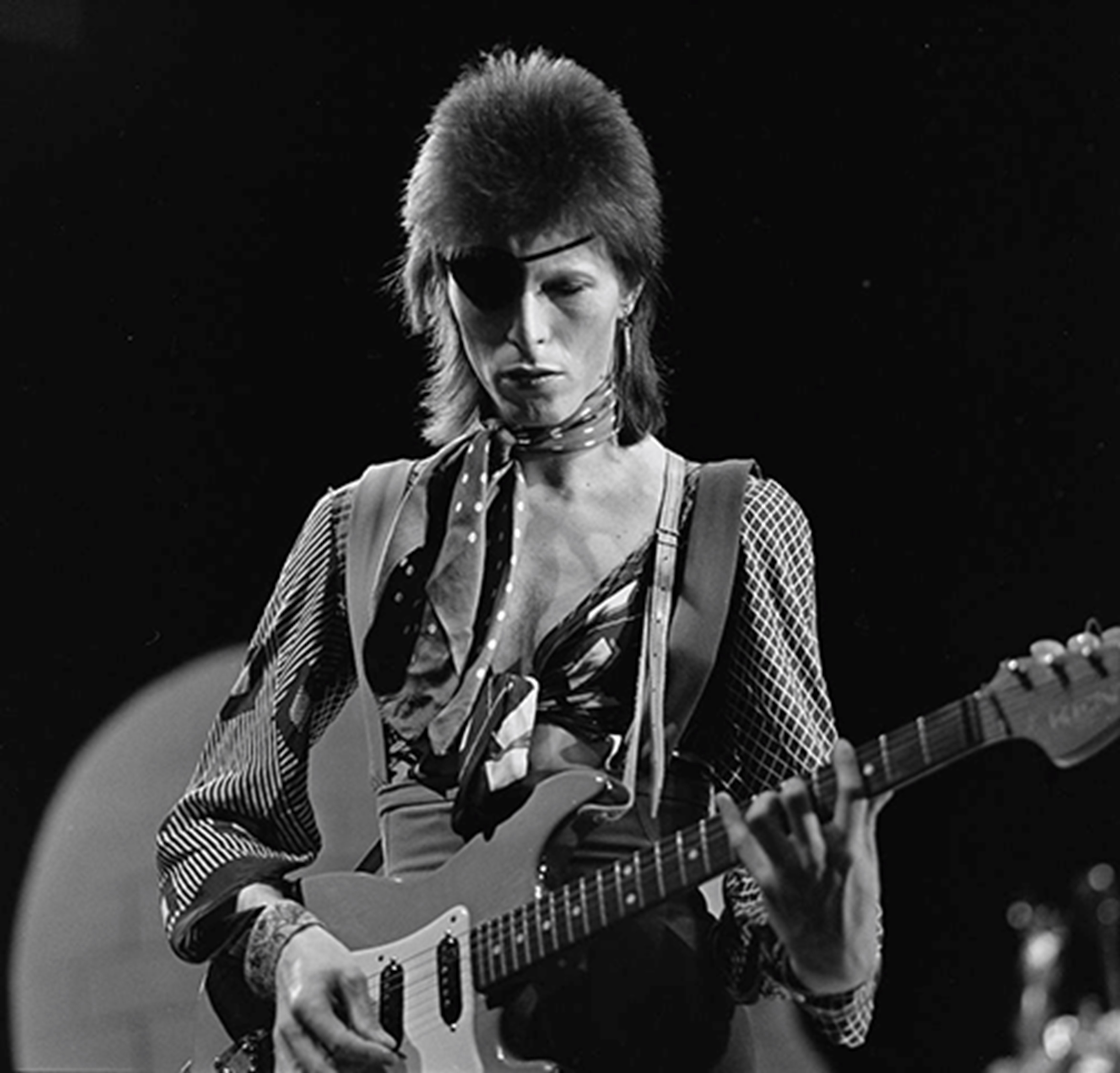
David Bowie (1974)
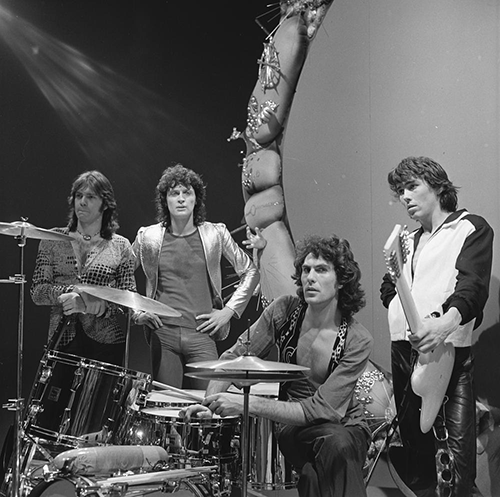
Golden Earring (1974)

## Toppop Radio
Sinds september 1980 was er op de AVRO maandag op Hilversum 3, sinds 1 december 1985 Radio 3, van 16:00 tot 18:00 uur ook een radioprogramma met de titel Toppop Radio eveneens gepresenteerd door Ad Visser als opvolger van de "Beukersshow" met Tom Blom en het programma van Frank van der Mast. Nadat Ad Visser hiermee was gestopt werd vanaf oktober 1984 Kas van Iersel de presentator van Toppop Radio.
 In 1986-1987 werd Rick van Velthuysen de presentator en kreeg het de naam "Toppop Radio 2" omdat het programma er voor van Robin Albers van 14:00 tot 16:00 voor bepaalde tijd de naam "Toppop Radio 1" kreeg.
Op maandag 16 maart 1987 werd Toppop Radio 2 hernoemd in  Toppop 20 maar bleef van Velthuysen. Dit was een keuze hitlijst die werd samengesteld door de luisteraars. Op maandag 30 september 1991 werd het programma voor het laatst uitgezonden. Vanaf maandag 7 oktober 1991 tot en met maandag 30 december 1991 werd op hetzelfde tijdslot het programma Toppop Discovery met van Velthuysen uitgezonden. Het programma verdween door de invoering van het samenwerkingsverband Station 3 van de AKN omroepen per zaterdag 4 januari 1992. Deze zonden van zaterdag t/m maandag tussen 6:00 en 00:00 uur een horizontale programmering uit op Radio 3.
Vanaf maandag 5 oktober 1992 volgde de invoering van een geheel nieuwe, algehele, horizontale programmering op het eveneens vernieuwde Radio 3. Vanaf die datum tot heden is de nationale publieke popzender ook weer 24 uur per dag in de lucht.

## NaToppop
Toppop werd in 2000 in een opiniepeiling in Televizier uitgekozen tot programma van de eeuw.
Jaren na het stoppen van het programma werd Bart Peeters ingezet om een aantal afleveringen te presenteren van Toppop Yeah, een quiz die geheel aan Toppopfragmenten gewijd was met als vaste teamcaptains Angela Groothuizen en Bob Fosko; en vervolgens van Toppop non-stop, waarin volledige clips uit het Toppop-archief
getoond werden (later gepresenteerd door Wim Rigter).
Tijdens "Top 2000 a gogo", een programma van de NPS in december 2005 en december 2006, werden iedere aflevering filmfragmenten van het showballet uit het Toppop-archief getoond, waarbij de gasten moesten raden welk muziekfragment er bij de getoonde beelden behoorde.
Op het digitale-tv/internetkanaal Cultura ging op 2 maart 2007 het programma Toppop Golden Years van start, gepresenteerd door Ad Visser. Visser speelde hierin 'Mr. Toppop', een — zoals hij zelf zegt — 'over-the-top'-typetje van zichzelf. Het was een thematisch programma, dat elke vrijdag vanaf 23:00 uur werd uitgezonden. De eerste aflevering stond in het teken van het muziekgenre disco. Andere thema's waren onder meer getallen, erotiek, André van Duin en reggae. Allerlei trivia werden onder in het beeld geprojecteerd, en de clips werden vertoond in een gouden kader.
In augustus en september 2020 werd ter gelegenheid van het feit dat 50 jaar geleden de eerste uitzending was in een vijftal speciale programma's op NPO 3 teruggeblikt op het programma met fragmenten en commentaar van medewerkers en bekende Nederlanders met een voorwoord van Ad Visser. In november en december 2020 kwam een vervolg met nog vijf afleveringen.
Op 2 september 2020 werd de documentaire "Het verhaal van 50 jaar Toppop" uitgezonden op NPO 3 met hierin een terugblik en herinneringen van de betrokkenen medewerkers op 50 jaar Toppop. Op 9 september 2020 was een aflevering van Andere Tijden geheel gewijd aan Toppop.
Op 29 december 2021 presenteerde Visser samen met Penney de Jager eenmalig de TopPop Test, een kwis over 50 jaar TopPop geschiedenis.

## Dvd en cd
In juni 2014 werden alle tunes en jingles van het televisie popprogramma Toppop en de AVRO maandag Hilversum 3 en Radio 3 versies "Toppop Radio", "Toppop Twintig" en "Toppop Discovery" op cd en dvd gezet door het Genootschap radiojingles en -tunes in samenwerking met de AVRO en het Nederlands Instituut voor Beeld en Geluid. Tonny Eyk was de componist van het materiaal in de periode 1970-1980. In 1974 werd het befaamde wijsje AVRO's Toppop presenteert de Nationale Hitparade ingezongen door Patricia Paay, Yvonne Keeley en Anita Meyer. Toen Toppop in 1978 zijn eigen hitlijst ging uitzenden, werd de tekst licht aangepast. Vanaf 1980 werd het Top Format-pakket gebruikt, waarbij de naam van de gebruikte hitparade niet langer gezongen werd, hetgeen handig was toen in 1982 de Nationale Hitparade opnieuw werd gebruikt. De kreten Hey, hey hey "AVRO's Toppop en Toppop Yeah werden een begrip. De dvd laat vrijwel alle leaders van 1970 t/m 1988 zien, evenals de drive-in-show leaders en speciale versies van leaders.

## Toppop3
Gerard Ekdom begon in september 2012 opnieuw met een popprogramma bij de AVRO onder de titel Toppop3. Het programma liep drie seizoenen.

## Trivia
- Op 15 december 1970 gaf Bruce Johnston van The Beach Boys een playback-optreden om hun hit-single 'Tears in the Morning' in Nederland te promoten. Op dat moment vond er in de kelder van de TopPop-studio een seksfeestje plaats van het Nederlandse pornoweekblad 'Tuk'. Ervan overtuigd dat dit wilde feestje met schaars geklede vrouwen en grote hoeveelheden wiet bij de ontvangst van het programma hoorde, maakte een dolenthousiaste Johnston hiervan melding bij zijn collega's en wipten internationale sterren sindsdien al te graag even binnen in de studio om hun nieuwe materiaal te promoten.[11]
- Toppop werd enkele jaren voor en na het journaal uitgezonden. Na het journaal ging Toppop weer verder. Er schijnt ooit een rechtstreekse Toppop-uitzending te zijn geweest, die zó lekker op gang kwam volgens de crew, dat zij weigerden te wijken voor het journaal. Daardoor werd die avond het journaal niet uitgezonden en werden enkele crewleden later ontslagen.
- In februari 1974 kwam David Bowie de video van Rebel Rebel opnemen[12]. Het rechteroog van de zanger was ontstoken en grimeur Arjen van der Grijn kreeg het niet weggeschminkt. Hij stelde voor dat Bowie een ooglapje zou dragen dat hij toevallig nog had liggen van zijn werk voor Kunt U Mij De Weg Naar Hamelen Vertellen, Mijnheer?. Hoewel hij het daarna helemaal niet zo vaak meer gedragen heeft, is het beeld van Bowie met een ooglapje legendarisch geworden.[13]
- Het liedje 'Willempie' van André van Duin stond ooit bovenaan de hitlijst, maar omdat het lied controverseel was (Van Duin zou met het nummer geestelijk gehandicapten belachelijk maken), werd het op een gegeven moment niet meer uitgezonden in de uitzendingen van Toppop.
- Het lied Willy Alberti bedankt! (Een parodie op Juliana bedankt van Willy Alberti) uit 1980, eveneens van André van Duin, werd in het geheel niet uitgezonden. Van Duin had het als grap bedacht (Hij persifleerde Prins Bernhard) en wilde daarmee niet in beeld.
- Bij de 250ste uitzending uit 1976 ging men met een Toppop-trein door het land, waar ook artiesten in optraden. Met de NS was afgesproken de trein niet te verven, maar door middel van papier de trein te versieren met toppop-art. Bij het reizen met de trein vloog het papier keer op keer van de trein af, waarop de decorontwerpers ten slotte de trein maar zelf begonnen te verven. Dat was uiteraard iets wat de NS later niet in dank afnam.
- In 1977 weigerde de grillige zanger Iggy Pop lange tijd zijn kleedkamer uit te komen om zijn hit Lust for Life te playbacken. Toen technici, om wat voor reden dan ook, de muziekband toch maar lieten lopen, stormde Iggy, dramatisch opgemaakt en met slechts een spijkerbroek aan het door drugsgebruik uitgemergelde lijf, onverwachts de studiovloer op. Het Toppop-filmpje van Lust for Life[14] begint daarom met zich haastig van de studiovloer verwijderende crew. De rest van de tijd besteedt Iggy aan het kronkelend over de vloer playbacken van zijn hit en het slopen van een aantal stengels van de ter decoratie neergezette kamerplanten. Iggy's optreden in Toppop wordt wel beschouwd als de doorbraak van de punk in Nederland.
- In juni 1985 werd de afscheid nemende Ad Visser door Jan en alleman gefeliciteerd terwijl Chris Rea tegelijkertijd zijn aankomende hit Josephine live zong omdat de laatste aflevering van Toppop live was. Grote hoeveelheden confetti werden over Ad Visser uitgestort terwijl Chris het melancholische liedje probeerde te vertolken. De zanger, die van deze gang van zaken niet tevoren op de hoogte was gesteld, slaagde er nauwelijks in om zijn ergernis te verbergen [15].
- In de film Bloed, zweet & tranen verschijnt André Hazes (gespeeld door Martijn Fischer) anno 1980 in Toppop om de single Een vriend te playbacken. Echter, het witte decor was van 1979; het laatste jaar waarin het gekrulde Toppop-logo werd gebruikt voor reguliere uitzendingen. André Hazes trad voor het eerst op in Toppop op 28 december 1976 met Eenzame kerst.
- In uitzendingen van het RTL 4-programma De TV Kantine persifleren Carlo Boszhard, Irene Moors en Elise Schaap archiefopnamen uit Toppop, met gebruik van het gekrulde logo uit de periode 1976-1979.
- Op 192TV worden nog regelmatig archiefopnamen van Toppop uitgezonden als alternatief voor videoclips als die niet zijn gemaakt van bepaalde nummers.

## Publicaties
- Tom Steenbergen: 50 jaar TopPop. Het verhaal van het populairste popprogramma. Hilversum, Universal Music Books, 2020. ISBN 978-90-245-9376-7
- Richard Groothuizen: Avro's Toppop. Baarn, Tirion, 1999. ISBN 90-5121-815-X